# Anice Badri
Pour les articles homonymes, voir Badri.
Anice Badri, ou Anis Badri,, né le 18 septembre 1990 à Lyon, est un footballeur international tunisien qui évolue au poste d'attaquant.

## Carrière
Anice Badri passe son enfance à Lyon, sa ville natale. À l'âge de treize ans, il intègre le centre de formation de l'Olympique lyonnais et y joue pendant trois ans dans les équipes de jeunes du club. En 2006, il souffre d'une hernie discale et doit arrêter le football pendant plus d'un an. Il retrouve les terrains en 2008 à l'Association sportive de Saint-Priest, où il reste un an dans l'équipe des moins de 19 ans. Il part ensuite au Monts d'Or Anse Foot dont il intègre l'équipe première en juillet 2010. Il ne joue que cinq rencontres en CFA2 jusqu'en septembre de cette année, quand il s'engage avec le LOSC Lille, versé dans l'équipe réserve du club. Il y joue durant deux ans et demi, disputant quarante rencontres pour neuf buts inscrits.
Le 31 janvier 2013, Anice Badri est prêté au Royal Excel Mouscron, une équipe de deuxième division belge. Il y est régulièrement aligné et voit son prêt prolongé pour une saison. Il devient un titulaire durant le championnat 2013-2014 et prend une part importante dans la victoire du club lors du tour final pour l'accession à la D1, inscrivant un but à chacune des trois dernières rencontres. Il est transféré gratuitement par Mouscron le 3 juillet 2014 et inscrit un but pour son premier match en D1 face à Anderlecht. Il est titularisé à chaque match durant le premier tour mais voit ensuite sa deuxième moitié de saison perturbée par de petites blessures.
En juillet 2016, Badri signe un contrat de trois saisons avec l'Espérance sportive de Tunis.
Le 9 novembre 2018, il remporte la Ligue des champions de la CAF avec l'Espérance sportive de Tunis en inscrivant le troisième but de la finale face au club égyptien d'Al Ahly et en devenant le meilleur buteur de la compétition avec huit réalisations. Il est élu meilleur joueur maghrébin de l'année (47 % des suffrages) devant Hakim Ziyech (15 %) et Riyad Mahrez (12 %).
Le 13 janvier 2020, il s'engage avec l'Al-Ittihad Club pour deux saisons et demie. Le 18 janvier 2021, il fait son retour à l'Espérance sportive de Tunis pour une saison et demie.

## Statistiques
| Saison                | Club                  | Championnat           | Championnat | Championnat | Coupe(s) nationale(s) | Coupe(s) nationale(s) | Total | Total |
| Saison                | Club                  | Division              | M.          | B.          | M.                    | B.                    | M.    | B.    |
| 2010-2011             | MDA Chasselay         | CFA                   | 5           | 1           | 0                     | 0                     | 5     | 1     |
| 2010-2011             | LOSC Lille B          | CFA                   | 21          | 3           | 0                     | 0                     | 21    | 3     |
| 2011-2012             | LOSC Lille B          | CFA                   | 17          | 6           | 0                     | 0                     | 17    | 6     |
| 2012-2013             | LOSC Lille B          | CFA                   | 2           | 0           | 0                     | 0                     | 2     | 0     |
| 2012-2013             | Royal Excel Mouscron  | Division 2            | 8           | 1           | 5                     | 1                     | 13    | 2     |
| 2013-2014             | Royal Excel Mouscron  | Division 2            | 26          | 6           | 5                     | 3                     | 31    | 9     |
| 2014-2015             | Royal Excel Mouscron  | Division 1            | 27          | 6           | 1                     | 0                     | 28    | 6     |
| 2015-2016             | Royal Excel Mouscron  | Division 1            | 23          | 5           | 3                     | 0                     | 26    | 5     |
| 2016-2017             | Royal Excel Mouscron  | Division 1            | 1           | 0           | 0                     | 0                     | 1     | 0     |
| 2016-2017             | Espérance de Tunis    | Ligue I               | 21          | 5           | 4                     | 1                     | 25    | 6     |
| 2017-2018             | Espérance de Tunis    | Ligue I               | 22          | 4           | 1                     | 0                     | 23    | 4     |
| 2018-2019             | Espérance de Tunis    | Ligue I               | 12          | 5           | 3                     | 2                     | 15    | 7     |
| 2019-2020             | Espérance de Tunis    | Ligue I               | 9           | 6           | 0                     | 0                     | 9     | 6     |
| 2019-2020             | Al-Ittihad Club       | Saudi Premier League  | 11          | 0           | 0                     | 0                     | 11    | 0     |
| 2020-2021             | Espérance de Tunis    | Ligue I               | 16          | 6           | 1                     | 0                     | 17    | 6     |
| 2021-2022             | Espérance de Tunis    | Ligue I               | 10          | 0           | 2                     | 1                     | 12    | 1     |
| 2022-2023             | Espérance de Tunis    | Ligue I               | 16          | 10          | 3                     | 1                     | 19    | 11    |
| Total sur la carrière | Total sur la carrière | Total sur la carrière | 247         | 64          | 28                    | 9                     | 275   | 73    |

## Palmarès

### En club
Espérance sportive de Tunis :
- Champion de Tunisie en 2017, 2018, 2019, 2021 et 2022
- Vainqueur de la coupe de Tunisie en 2016
- Vainqueur de la Supercoupe de Tunisie en 2019
- Vainqueur de la Ligue des champions de la CAF en 2018 et 2019
- Vainqueur du championnat arabe des clubs en 2017

### Distinctions personnelles
- Meilleur buteur de la Ligue des champions de la CAF en 2018 (8 buts)